# La Pobla de Segur (vila)
|  | Aquest article és sobre la vila d'aquest nom. Per al municipi, vegeu La Pobla de Segur. |

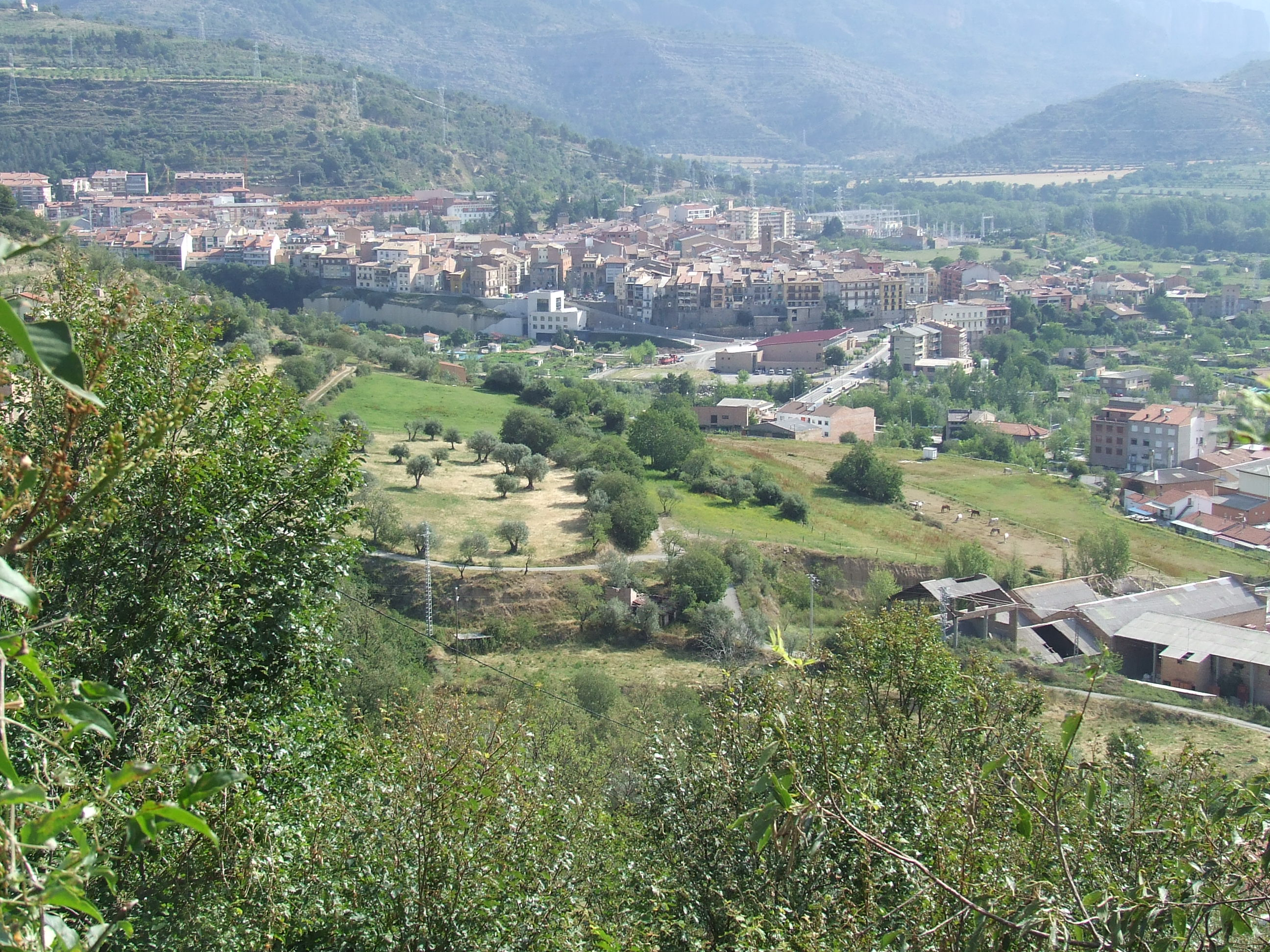
La vila des de Puimanyons

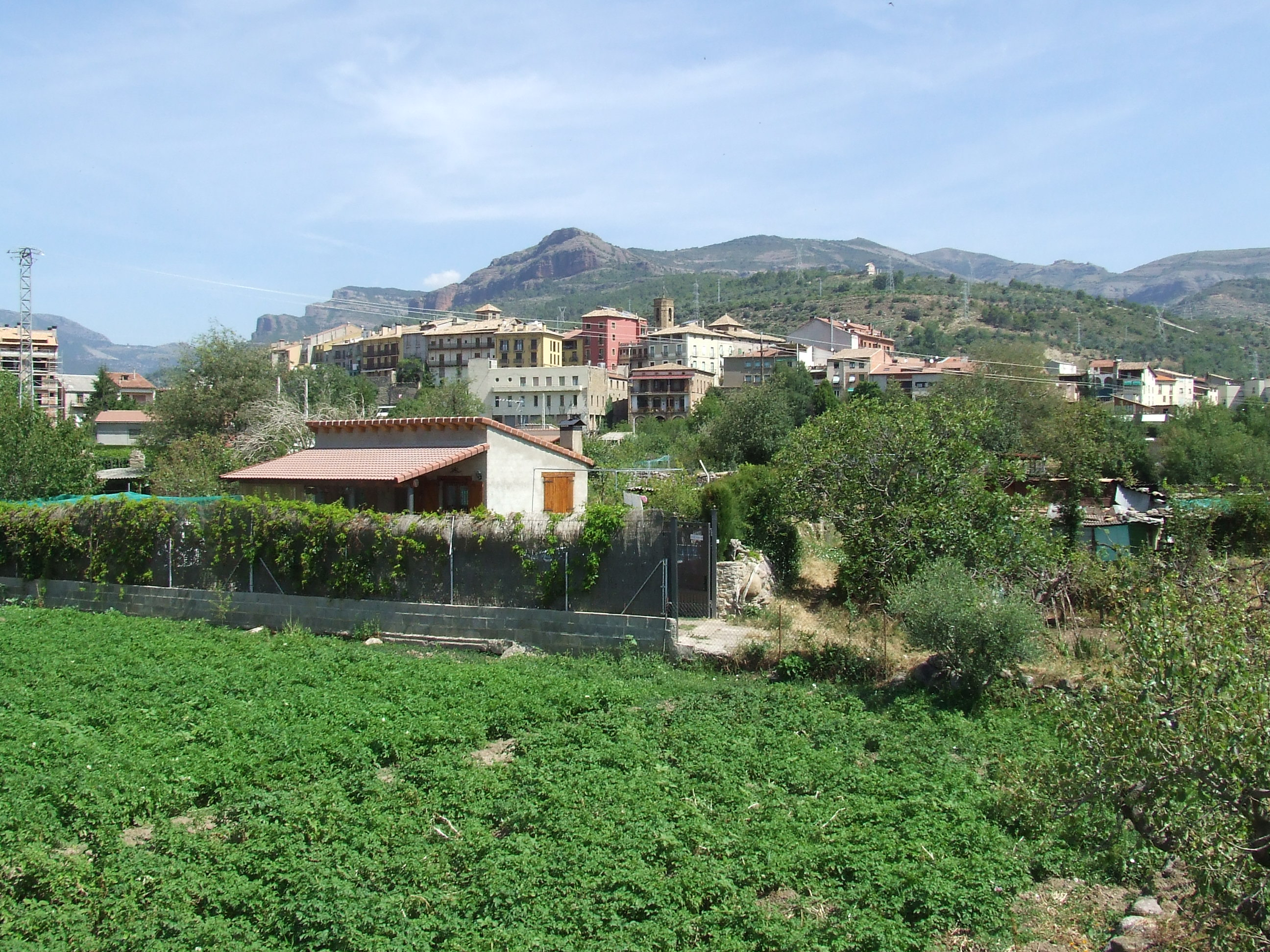
La vila, des de migdia

La vila de la Pobla de Segur és el cap del municipi del mateix nom. Està situada a la part central del seu terme municipal, al nord de l'entreforc de la Noguera Pallaresa i el Flamisell. És un important nucli de comunicacions. Hi passen la carretera C-13 i la N-260, que la connecten amb el cap de comarca i amb els caps de les comarques veïnes.
També està comunicada per ferrocarril, ja que la Pobla de Segur és l'estació terminal de la línia de Lleida-Pirineus a la Pobla de Segur.

## La vila
La vila de la Pobla de Segur, segon nucli de població del Pallars Jussà, està estructurada a partir d'un nucli inicial, la vila closa, un primer eixamplament d'edat moderna a la zona del Fossar Vell i el carrer d'Orà, antic raval de sortida de la vila cap al nord-est, i els eixamplaments del segle xix i XX, a partir dels eixos de les avingudes de Catalunya, de Verdaguer i de l'Estació, primer, i de Sant Miquel del Pui i dels Pirineus més endavant.

### La vila closa
Delimitada al nord-oest per la Plaça de la Pedrera, al nord-est pel primer tram de l'Avinguda de Sant Miquel del Pui i la Plaça de l'Arbre, al sud-est pel Carrer de la Font i al sud-oest pel desnivell damunt de la Plaça del Pou, la Plaça del Daldo i la pujada de les Esgrases, a l'interior conté dos carrers amples, el del Forn i el Major, i tot de carrerons i passadissos que evidencien l'antic urbanisme medieval. La carretera i l'avinguda de Sant Miquel del Pui aprofiten els antics fossars de l'entorn del clos.

#### Carrer Major
Tot i no ser gaire llarg, el carrer major conté 32 cases: Ca l'Agustí de Reguard, Ca l'Alberta, Casa Balanguer, Casa Barat, Casa Berenguer, Casa Bigolet, Casa Bringué, Casa Bruno, Casa Carrió, Casa Casilda, Casa Cotatx, Cal Daldo, Ca la Feliça, Cal Fuster, Cal Joan del Municipal, Casa Jordana, Casa Lerroux, Casa la Mònica, Casa Mossèn Blasi, Casa Motes, Cal Paco de la Molina, Casa Parrau, Casa Pilota, Cal Planxado, Cal Sabater, Casa Sala, Casa Semenari, Casa Tallada, Cal Ton de Boer, Cal Ton de Rall, Casa Xerallo i Cal Xerapa.

#### Carrer del Forn, ara de Llorens i Torres
De les mateixes proporcions que el carrer Major, es conserva el nom de 36 cases: Casa Ansaba, Ca l'Astut, Casa l'Àurea, Cal Baldomero, Casa Cabanau, Casa Cardós, Casa Carpi, Cal Cases, Casa Finí, Cal Forneret, Cal Gros, Cal Guitarreta, Casa Horteu (sovint escrit Orteu), Cal Josepet, Casa Maçaners, Cal Manelet, Cal Nallo, Cal Nardo, Casa Paisan, Casa Patronill, Cal Pauet, Casa Queralt, Cal Reiet, Cal Ros, Casa Rosí, Cal Sabater, Cal Samionet, Casa Sant Pere, Cal Soi, Casa Taüssà, Cal Torres, Casa Ventana, Cal Vivatxó, Ca la Vivatxona, Cal Xic del Caser i Cal Xic del Ferrer.

#### L'Ereta
És un dels passadissos o carrerons del nucli de la vila closa. Contenia cinc cases: Ca la Grossa de la Ignàsia, Cal Miquel de Cabanau, Casa Miret, Cal Monget i Casa Santa.

#### El Rec Xic
Tenia les cases de: Casa Cameta de Gerri, Cal Fadrí Nou, Casa Menjatiu, Cal Ritet i Casa la Tonya d'Avellanos.

### El Carrer de la Riba i la Plaça de la Pedrera

#### Plaça de la Pedrera
Catorze cases són les que conformen la Plaça de la Pedrera: Cal Barraquer, Casa Castilla (o Boloni), Cal Cisquet de Cases, Casa Cubiló, Cal Josepet, Casa Mauri, Cal Miquel de la Fàbrica, Ca l'Ora (o Massano), Casa Parrau, Casa Peia, Casa Pomer, Casa Samsó, Cal Tidoi i Cal Torrentet.

#### Carrer de la Riba (antic carrer de les Eres)
Carrer que significava la sortida del poble cap al nord-oest, més enllà del Portal de Parrau i la Plaça de la Pedrera. No és un carrer gaire llarg, del qual es conserva el nom de 5 cases: Cal Fernando, Cal Gràcia, Cal Joanet de la Riba, Cal Mora i Casa Picolí.

### El Raval

#### Carrer de la Font
Amb la banda sud-est en el Raval i la nord-oest a la vila closa, el carrer de la Font posseïa les set cases següents: Cal Frare, Cal Guerxo, Cal Joantet, Casa Jordana, Casa la Mariana, Cal Roi i Cal Xivato.

#### Antic Vall, ara Avinguda de Sant Miquel del Pui
Entorn de l'actual església parroquial de la Pobla de Segur, el formaven deu cases: Ca l'Aleix, Cal Celdoni, Casa la Conxa del Sastre, Cal Custòdies, Casa Faldara, Casa la Faustina, Casa Ignàsia, Cal Medalles, Cal Pauet i Cal Teixidor.

#### Carrer del Raval o, simplement, el Raval
Fins a 36 són les cases documentades en el Raval. Són les següents: Ca l'Apotecari, Cal Baró, Casa Batista, Casa Benavent, Casa Birlet, Cal Blais, Casa Borrassó, Cal Boter, Cal Bruixa, Casa Cantàries, Casa Cassola, Casa la Cisqueta del Batlle, l'Hostal del Pont, Cal Jan, Casa Llorençó, Ca la Lola de Carrera, Cal Magall, Ca la Marieta del Frare, Casa Martí, Cal Melós, Casa la Mosseta, Cal Nasi de Manuel, Cal Noi del Pere, Cal Pere del Sinyor, Casa Pes, Cal Pintor, Cal Quimes, Casa de la Rosina, Cal Sabater del Gros, Cal Sereno, Casa Tender, Cal Ton de les Clavegueres, Cal Ventura de Queco, Casa Violant, Casa Xerel i Cal Xocolater.

#### Carrer d'Oran
És la continuïtat del Raval, ja que segueix l'antic camí de sortida cap al nord de la Pobla de Segur. És un carrer llarg, d'un sol tram, amb 47 cases de les quals es conserva el nom: Ca l'Arilla, Casa Boier, Cal Boter, Casa Bruno, Cal Bunyol, Casa Cameta, Cal Ciro, Cal Cisco de Naens, Ca l'Espardenyer, Casa Florejats, Casa Galliner, Cal General, Casa Guitanya, Casa Jaume, Cal Jepet de Viu, Casa Joanet, Casa la Llucieta, Casa Martelló, Cal Massano, Cal Masseco, Cal Mestre, Casa la Mireta, Casa Moixó, Ca l'Otzet, Casa Paduà, Casa Patot, Cal Pelat, Casa Quartots, Cal Quico de Roio, Cal Quiquet, Casa Rall, Cal Ramiro de Martí, Cal Ramon de la Molinera, Casa la Rita, Cal Rosset, Cal Rossinyol, Cal Sabater de Pablo, Casa Saboia, Casa Sarret, Cal Serafí, Cal Simon, Casa Solà, Casa Titon, Cal Ton d'Hortoneda, Casa la Tonyeta del Barraquer, Casa Troiades i Cal Xalaca.

#### Carrer de Pau Claris
Són 22 les cases del carrer de Pau Claris, entre el Raval i el Fossar nord-est de la vila: Casa Cabó, Casa Carpi, Casa Cassigalló, Cal Cavaller, Cal Coixet de Sant Martí, Ca l'Esteve, Cal Falc, Cal Ferrer de Suterranya, Cal Flica, Cal Lico, Casa Mataró, Cal Nasiet de Vacabou, Cal Pelegrí, Casa Punton, Casa Ricou, Casa Sagall, Casa Salamero, Casa Sarransot, Cal Sull (antic benefici de Batestó), Cal Tano, Ca la Tereseta de Caser, Cal Xavalín i Cal Xic de l'Esteve.

### Eixamples del nord

#### Carrer de Bellavia, antic Camí del Torricó
Cinc cases formaven aquest carrer: Cal Borrec, Casa Jaumebò, Ca la Lloba, Casa les Peietes i Casa Sabater.

#### Carrer del Sac
El formaven Ca l'Angalan, Casa Lolo, Casa Rabassó, Ca la Tonya de la Dida, Cal Xangre, Cal Xic de la Rita i Casa Xurret de Campo.

#### Avinguda de Mossèn Cinto Verdaguer
Correspon ja a la part de la vila formada des de finals del segle xix, amb cases més modernes, però algunes d'elles perfectament identificades: Cal Bep de la Teia, Casa del Cisquet de Ramon, Cal Gris, Cal Gros del Ferrer, Cal Manco, Casa Mauri, Cal Metge, Cal Moreno, Cal Quico, Cal Regany, Casa Rondon, Cal Ton de l'Aleix, Casa Ventana, Cal Xetes i Cal Xorissaire.

## Història

### Edat antiga
Segons alguns autors, la Pobla de Segur és de les poblacions pallareses amb restes arquitectòniques o arqueològiques que palesen el seu poblament en temps de la colonització romana.

### Edat mitjana
Encara que la creença més comuna sosté que la Pobla de Segur té l'origen en una primera població anomenada el Pui de Segur, al nord del nucli actual de la Pobla, darrerament, gràcies a les aportacions de Llorenç Sànchez i Vilanova, s'ha tingut notícia que ja en el segle xi hi ha un lloc anomenat "Castro Secur" al lloc on ara s'alça la Pobla, lloc que era contemporani, i potser fins i tot anterior al del Pui de Segur. Al principi del segle ix, el comte Guillem I de Tolosa conquerí la major part dels actuals territoris de Pallars i Ribagorça als àrabs i els incorporà al Comtat de Tolosa; el "Castro Secur" va passar a formar part del comtat de Pallars, i actualment forma part de la comarca del Pallars Jussà. A partir de mitjan segle xiii, la població del Pui de Segur es va anar traslladant al "Castro Secur", fet que probablement donà lloc a la llegenda del trasllat de la població.

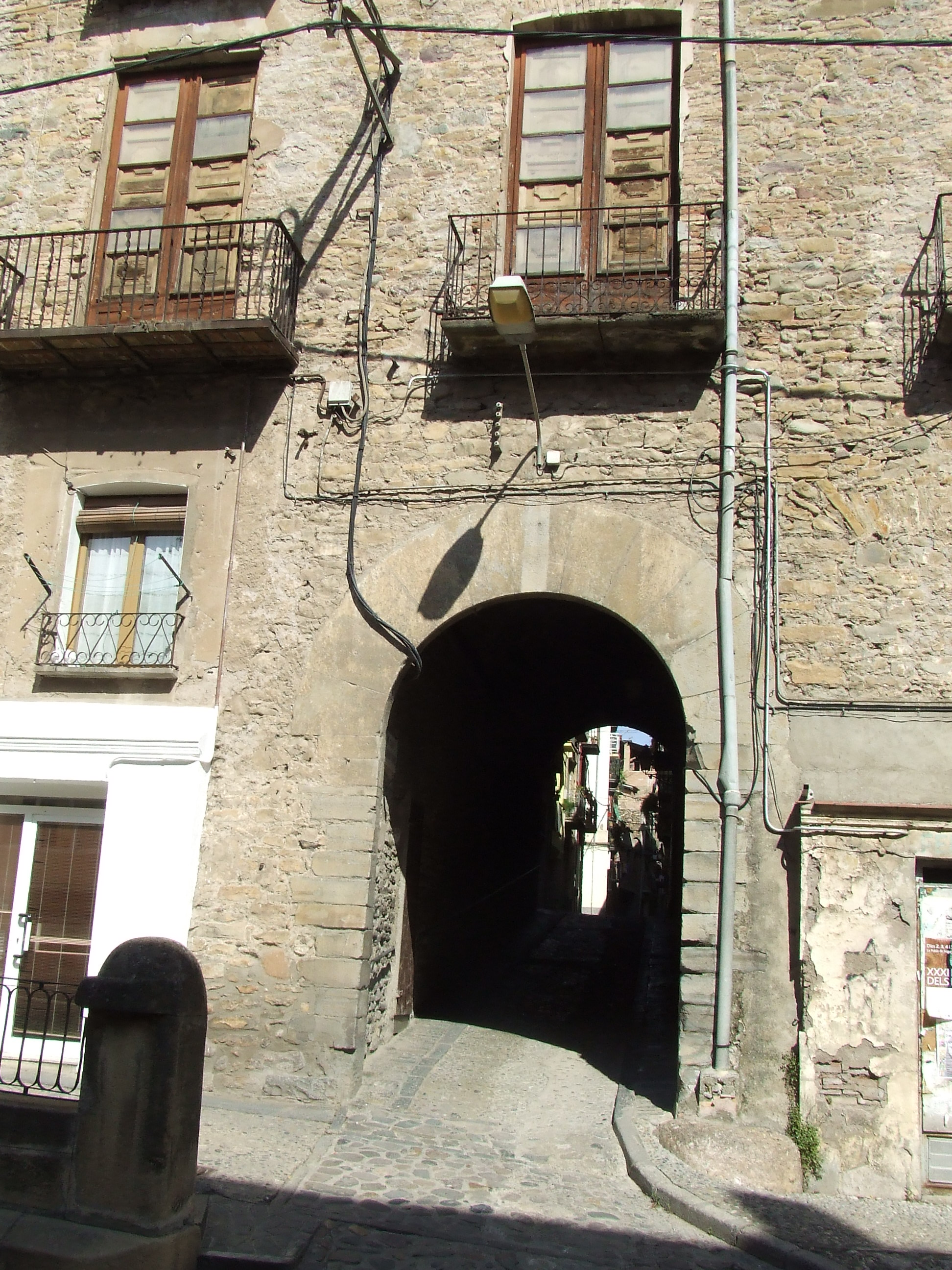
Portal d'Horteu, d'origen medieval, refet més tardanament

Ramon I, vescomte de Vilamur, va morir el 1303 i li va succeir el seu fill Pere VI, el qual va morir cap al 1338. Del seu matrimoni amb Guillema va tenir Pere VII el Donzell, que va rebre les viles de Juneda (1338) i la Pobla de Segur (1355) i va combatre pel rei al Rosselló i a Sardenya i contra Ferran de Castella; com a recompensa, va rebre el 1358 el Pui de Segur i Basturs. En morir poc després del 1358, va deixar un fill anomenat Pere VIII, el qual va atorgar carta de població a la Pobla de Segur el 1363, que contribuí a la consolidació del nucli; es va casar amb Sibil·la d'Anglesola, senyora de la vall de Vilamur i de la vall de Montenartró, i va morir el 1370.
La vila nova de la Pobla rebé carta pobla (d'aquí el nom) el 1336, malgrat que el nom que apareix en aquesta carta pobla, trobada a l'arxiu dels Ducs de Medinaceli, de Sevilla, és el de Ribera de Segú. El nom de la parròquia de la vila, Mare de Déu de la Ribera, coincideix, doncs, amb el nom primitiu de la Pobla. El 1381 ja hi consten 12 focs (uns 60 habitants), davant dels 6 (la meitat) del Puig. Aquest nucli primitiu, que tenia forma de vila closa, ha estat molt afectat pel pas del temps, i si bé no conserva les murades que l'envoltaven, sí que conserva portals i passadissos de l'estructura medieval, com el Portal d'Horteu i el Parrau, i els passadissos de Caís, de l'Ereta, de Mauri, del carrer del Sac, de Salamera i de Sarransot.

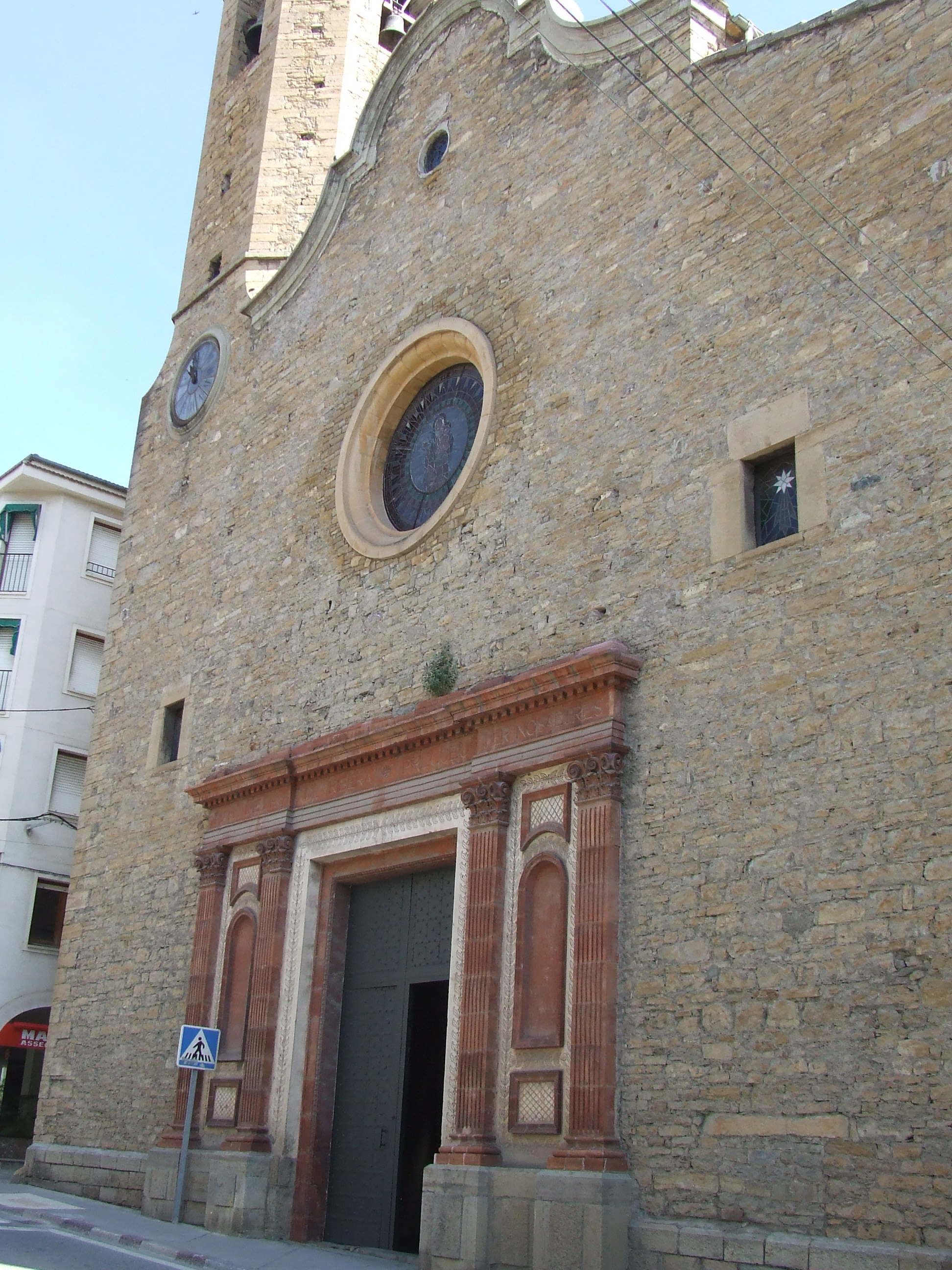
L'església actual, de l'edat moderna

Segons la tradició, l'església de la Pobla va sorgir al voltant de la seva patrona, la Mare de Déu de Ribera, una marededéu trobada a la ribera del Flamisell. Aquesta primera església era al carrer del Raval, a la vora del fossar vell, i va ser la parròquia fins a l'últim terç del segle xviii, quan es va bastir un nou temple neoclàssic. De tota manera, la troballa de la carta pobla desmenteix la llegenda de la marededéu trobada a la ribera del riu com a explicació del nom de la parròquia.

### Edat moderna
En el fogatjament del 1553, la Pobla de Segur apareix amb 51 focs (uns 255 habitants), i en el del 1669 són ja 61, les cases esmentades (que apareixen amb el nom dels caps de casa, en el fogatjament): uns 305 habitants.
La intervenció decisiva del senyor del lloc, el vescomte de Vilamur, Duc de Cardona, feu que la Pobla passés una època pròspera, sobretot al llarg del segle xviii. Una de les iniciatives avalades pel senyor de la vila fou l'obertura del Pas de Collegats, amb la concessió del peatge als Berenguer (una de les tres famílies més poderoses de la Pobla), que l'instal·laren a l'hostal de la Barraqueta, de l'antic terme de Gramuntill, al nord-est de la Pobla de Segur. L'obertura d'aquest pas va suposar una forta empenta al comerç local, ja que aquell fet suposava l'obertura d'un camí cap al Pallars Sobirà i la Vall d'Aran molt més practicable que l'antic.
Un altre cens del 1715 dona 70 cases (uns 350 habitants), a la Pobla de Segur, cosa que no lliga amb el cens del 1719, on són esmentades 150 cases juntes i 500 habitants. El cens de Floridablanca, del 1787, dona per al seu terme la xifra de 614 habitants, que venen acompanyats d'abundoses notícies sobre la seva creixent importància i desenvolupament.
Fins a l'extinció dels senyorius, el 1831, la Pobla de Segur formava part dels dominis del marquès de Pallars, que eren també ducs de Cardona i de Segorb i vescomtes de Vilamur.

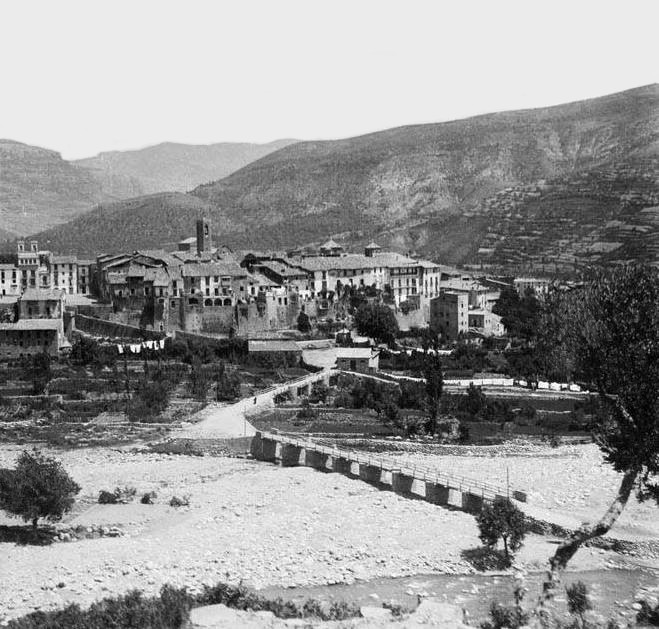
La Pobla de Segur, vista des del riu, al 1902

### Edat contemporània
El 1812, arran del desplegament dels preceptes emanats de la Constitució de Cadis, es constituïren els ajuntaments de Gramuntill, Montsor i la Pobla de Segur. Es mantingueren com a ajuntaments autònoms fins al febrer del 1847, any en què els dos primers foren obligats a agregar-se a la Pobla de Segur, més gran i important, atès que ni Gramuntill ni Montsor no assolien els 30 veïns (caps de família) mínims necessaris per a mantenir ajuntament independent, segons la llei municipal del 1845. Puimanyons en alguns documents és esmentat com a agregat de Serradell, i Sant Joan de Vinyafrescal apareix sempre com a integrant del municipi de la Pobla de Segur.

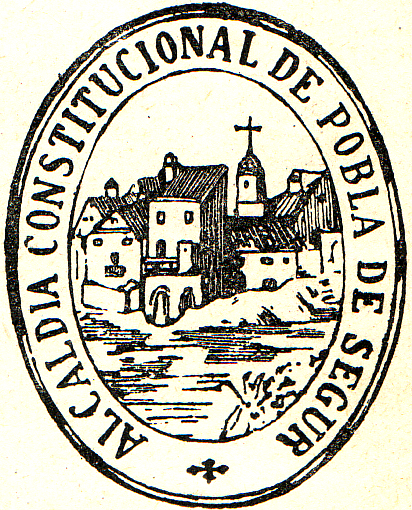
Segell municipal antic de la Pobla de Segur

El 1834 123 propietaris de la vila va crear a la Pobla la institució del Comú de Particulars per a l'explotació, en règim cooperatiu, de l'antic molí fariner donat a cens pels ducs de Cardona, descendents dels vescomtes de Vilamur, a la família Llorens. Aviat afegiren a la seva gestió el forn de la vila i la séquia, amplià a 200 els particulars que en formaven part, i EL 1918 obriren les portes a tots els pobletans caps de casa o als forasters casats amb pubilles de la Pobla, i passà a ser una entitat amb un gran pes en la vida local, estenent les seves activitats als àmbits culturals.
El 1835 es produí a la Pobla de Segur una batalla de la Primera Guerra Carlina. La vila era en mans d'un carlí de cognom Torres, i un liberal de nom Conrad atacà la població, i, després d'un duríssim combat, aconseguí foragitar-ne els carlins. Era el 6 de novembre d'aquell any. La ciutat tornà a ser presa pels carlins, i un nou combat al cap d'un any aconseguí batre-hi els capitostos carlins Romagosa i Baró d'Eroles, que hagueren de fugir cap a la Seu d'Urgell.

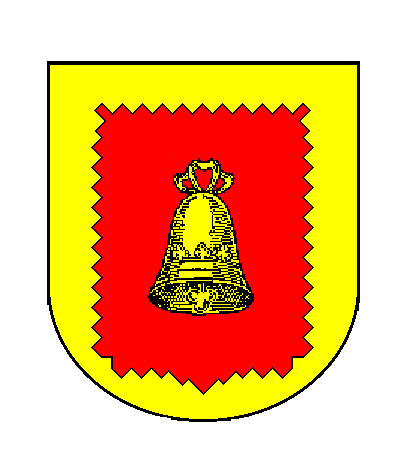
Escut municipal antic de la Pobla de Segur

En el Diccionario geográfico... de Pascual Madoz, publicat el 1845, hi ha un article sobre la Pobla de Segur. És bastant extens i, fent-ne el resum, diu que és una vila amb ajuntament situada en un pla al peu de la muntanya, en el triangle format per la confluència dels rius Flamisell i Noguera Pallaresa. És en un lloc ventilat, una mica arrecerat dels vents del nord per la muntanya de Sant Aventí. El clima és sa, tot i que s'hi produeixen calenturas intermitents. Formen la vila 150 cases de bona construcció. Hi ha casa de la vila, amb presó, i una sala per a escola de nens, a la qual en concorren 84. És en part pagada per una fundació particular. Hi ha també escola de nenes, poc concorreguda. Esmenta també un hospital amb molt poques rendes, i dues capelles en cases particulars: sant Antoni Abat i sant Llorenç. L'església parroquial és del 1771, i fou pagada pels veïns, per substituir la rònega església primitiva. Com a esglésies fora de la vila, esmenta les de Sant Fruitós de Segur, Sant Miquel del Pui, Santa Magdalena i Sant Aventí de Montsor.

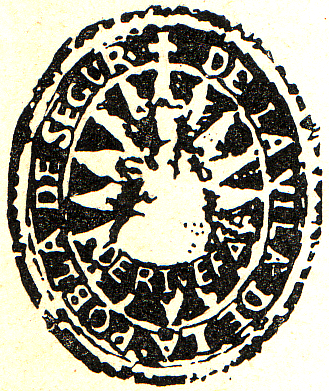
Segell municipal antic de la Pobla de Segur

Segons Madoz, per salvar el Flamisell i la Noguera Pallaresa hi ha sengles ponts de fusta de dos arcs, sobre pilans de pedra; per passar-hi calia pagar un pontatge de 3 diners, els drets dels quals eren dels veïns de la vila (vegeu l'article del Pont de Claverol). L'aigua és abundant, tant pels rius com per les fonts que hi ha. No es treu a penes aigua de la Noguera Pallaresa i sí, en canvi, del Flamisell, del qual surten tres séquies per a regar horts i per a subministrament d'aigua per a animals i persones. El terreny és fluix i argilós, de qualitat mitjana. S'hi feien 800 jornals, la major part de regadiu. Hi havia també uns 100 jornals d'horts i 6 de prats. Hi havia pocs arbres, entre els quals, però, destacaven les oliveres, els fruiters i algunes moreres.

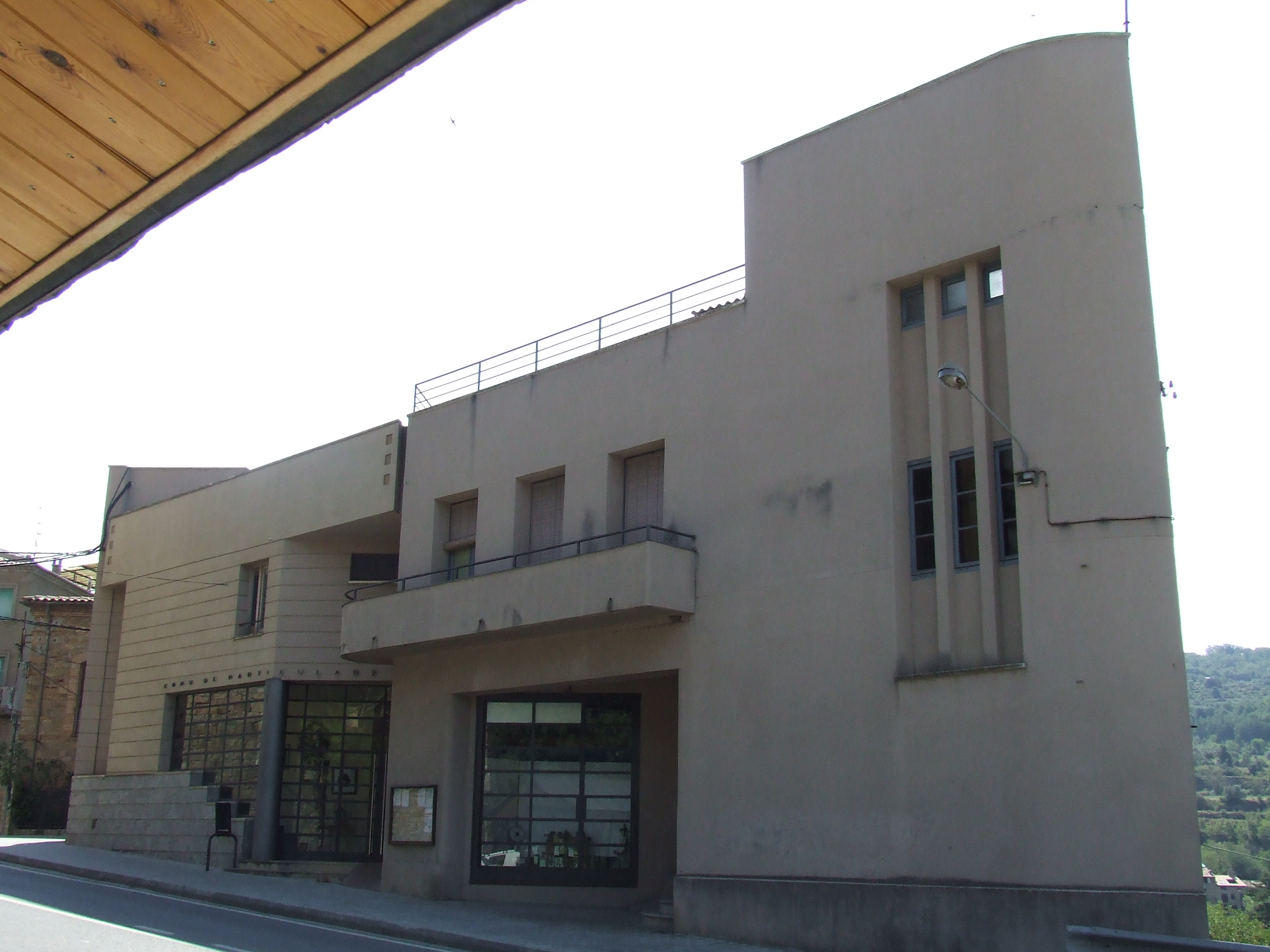
El Comú de Particulars

S'hi produïen 1.200 quarteres de blat, 4.000 costals de vi, 300 arroves d'oli molt bo, i s'hi fan llegums, especialment mongetes i patates, hortalisses, fruites de tota mena, cànem, seda i llana. De bestiar, ovelles i cabres de pastura, bous per a les feines del camp i alguns porcs. La caça és abundant, de llebres, conills i perdius, i s'hi pesquen truites i barbs. Hi havia força indústria: cinc telers de roba ordinària, un molí i tres obradors de xocolata, dos batans continus, dos molins fariners i dos més d'oli i una màquina de cardar llana. De comerç, també bastant: importació d'arròs, peix salat, productes colonials, roba de diverses menes, cotó i oli, i s'exporta cap a la muntanya vi. Existeixen a la Pobla molts traginers per tirar endavant aquest comerç. Formaven la població 135 veïns (caps de família) i 609 ànimes (habitants).
Ja s'han esmentat els 614 habitants censats el 1787. El 1860 el terme de la Pobla de Segur assolí 1.718 habitants, i el 1887, 1.842. Les malvestats de darreries del segle xix, entre ells la pèrdua de les vinyes per la fil·loxera, feu començar una important davallada: 1.549 el 1900, que s'ha anat corregint al llarg del segle xx a causa de la industrialització de la vila: 1.833 el 1930, 2.511 el 1940, 2.463 el 1950, 3.288 el 1960, 3.513 el 1970. El 1975 havia davallat una mica (3.230 habitants), en part pel tancament de la cimentera de Xerallo. El 1981 s'havia tornat a recuperar una mica: 3.356 censats a la Pobla de Segur.
Durant el segle xix, els fets més rellevants de la història de la Pobla de Segur foren les guerres carlines. La comarca estava profundament dividida entre carlins i liberals, i hi tenia molta força un dels capitostos carlins més importants: el baró d'Eroles. Aquest personatge, nascut a Talarn, on tenia la casa pairal, ja havia estat decisiu el seu paper, com a membre de la Junta de Govern del Corregiment de Talarn, davant l'atac dels napoleònics, però ho fou encara més com a impulsor de la Regència d'Urgell en defensa dels interessos dels carlins, i contra els governs del Trienni Liberal.
Després d'una sèrie d'accions dels carlins pallaresos a la Primera Guerra Carlina, entre els quals destacava també el pobletà Jacint d'Orteu, entre elles un atac a Olot, la Pobla de Segur fou ocupada pels cristins, els quals fortificaren la vila, però no pogueren evitar una important derrota a Collegats, al lloc que encara es coneix com a la Roca dels Cristins. A la Guerra dels Matiners (Segons Guerra Carlina) i sobretot a la tercera, hi hagué els enfrontaments més destacats. El 17 de març del 1873 els carlins, al capdavant dels quals anava el general Rafael Tristany, entraren a la vila, defensada per mig centenar de liberals, els quals es feren forts a l'església parroquial. En l'atac, incendiaren el temple, cremaren l'altar major i van haver de baixar els darrers liberals amb cordes des del campanar, on s'havien fet forts. De resultes del fet, els liberals foren empresonats a Gerri de la Sal, i els carlins situaren a la Pobla de Segur la seva comandància militar, així com la capital del districte.
Malgrat les guerres carlines, el xix fou molt pròsper per a la Pobla de Segur, i es desenvolupà molt la indústria i, de retruc, la població. El segle xx començà amb la posada en marxa d'un projecte que beneficià molt la vila: la construcció de l'Embassament de Sant Antoni i de tota la xarxa d'instal·lacions que se'n deriven. També d'aquesta època -1920- és la central de la Pobla de Segur.
- Carrer Major
- Carretera de Gerri de la Sal
- Els Quatre Cantons

- Cara a del paper d'una pesseta del 1937
- Cara b del mateix paper moneda

En els darrers anys, s'ha anat observant una certa estabilització a la baixa de la població, a causa de la inestabilitat econòmica del sector industrial, que sovint s'estima més emplaçaments, per a les seves indústries, més ben comunicats que la Pobla de Segur. El 2006 la població és de 3.050 persones.

## Fills il·lustres
- Joan Artal (1563-1643). Jesuïta, teòleg i filòsof.
- Enric Mestre i Vinyals (1856-1928). Notari i delegat a l'Assemblea de Manresa (1892)
- Ceferí Rocafort i Sansó (1872-1917). Geògraf, arqueòleg i historiador.
- Enric Porta Mestre (1901-1993). Pintor.
- Pedro Cortina Mauri (1908-1993). Diplomàtic i polític.
- Ignasi Farreres Bochaca (1939-2020). Economista i polític.
- Josep Borrell i Fontelles (1947). Polític. Enginyer aeronàutic,doctor en Economia i catedràtic. Ha estat dues vegades ministre, President del Parlament Europeu i actualment és Alt Representant d'Afers Exteriors i Seguretat i vicepresident de la Unió Europea.
- Germà Gordó i Aubarell (1963). Polític.
- Ester Capella i Farré (1963). Política
- Carles Puyol i Saforcada (1978). Futbolista.
- Marc Bertrán i Vilanova (1982). Futbolista.

## Fills adoptius
- Miquel Villà i Bassols (Barcelona, 1901-El Masnou,1988). Pintor. Passà temporades i estius a la vila.
- Llorenç Sànchez i Vilanova (Barcelona, 1930-2019). Escriptor.[2]
- Josep Calvet Senallé (Sort, 1930-La Pobla de Segur, 2018). Fundador i primer cap del Cos de Bombers Voluntaris de la Pobla de Segur i Comarca.[3]

## Demografia

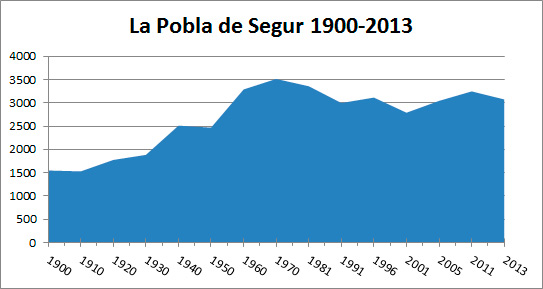
Evolució demogràfica de 1900 fins al 2013.

| 1497 f | 1515 f | 1553 f | 1717 | 1787 | 1857  | 1877  | 1887  | 1900  | 1910  |
| ------ | ------ | ------ | ---- | ---- | ----- | ----- | ----- | ----- | ----- |
| 57     | 51     | 51     | 620  | 608  | 1.630 | 1.677 | 1.842 | 1.549 | 1.529 |

| 1920  | 1930  | 1940  | 1950  | 1960  | 1970  | 1981  | 1990  | 1992  | 1994  |
| ----- | ----- | ----- | ----- | ----- | ----- | ----- | ----- | ----- | ----- |
| 1.775 | 1.833 | 2.511 | 2.469 | 3.288 | 3.513 | 3.356 | 3.202 | 3.094 | 3.094 |

| 1996  | 1998  | 2000  | 2002  | 2004  | 2006  | 2008 | 2010 | 2012 | 2014 |
| ----- | ----- | ----- | ----- | ----- | ----- | ---- | ---- | ---- | ---- |
| 2.997 | 2.912 | 2.852 | 2.866 | 2.961 | 3.050 | -    | -    | -    | -    |

| 2016 | 2018 | 2020 | 2022 | 2024  | 2026 | 2028 | 2030 | 2032 | 2034 |
| ---- | ---- | ---- | ---- | ----- | ---- | ---- | ---- | ---- | ---- |
| -    | -    | -    | -    | 2.965 | -    | -    | -    | -    | -    |

## Infraestructures
- Poliesportiu municipal.
- Parc de Bombers.
- Caserna de la Guàrdia Civil.
- Estació de ferrocarril de la línia Lleida - la Pobla de Segur (FGC Arxivat 2009-02-27 a Wayback Machine.) Inaugurada el 1951.
- Autobús (Alsina Graells Arxivat 2009-06-29 a Wayback Machine.).
- Central hidroelètrica.
- Estació distribuïdora d'electricitat.
- Carretera estatal N-260.
- Carretera comarcal C-13.

## Educació
- Col·legi de Primària "Els Raiers"
- INS La Pobla de Segur
- Escola Bressol Municipal L'Estel

## Festes i tradicions
El seu mercat setmanal se celebra cada dimecres, festius inclosos. Les festes més emblemàtiques són una festa de germanor el Dilluns de Pasqua en un bosc de ribera, principalment de verns (Alnus glutinosa), pollancres i oms, a la riba de la Noguera Pallaresa molt proper a la vila; la de Sant Miquel, el 8 de maig, on es retorna al Pui de Segur, i la Verge de Ribera, el 18 de juny.
Cada primer diumenge de juliol se celebra la festa tradicional dels Raiers, on tenen el seu repte amb la baixada pel riu Noguera Pallaresa, des de la presa de Llania fins al Pont de Claverol.
De la Pobla, ni amb so de cobla, deia la maledicència popular comarcal.

### Calendari festiu anual
- Dates variables – Carnestoltes.
- Diumenge de Pasqua - Cantada de Caramelles
- Dilluns de Pasqua - Dinar de les Caramelles al Vernedot.
- 8 de maig – Festa de Sant Miquel. Aplec a Sant Miquel del Pui. En aquesta diada els veïns de la Pobla es reuneixen on antigament es trobava el poble del Pui de Segur, antecedent de la Pobla.

- 18 de juny - Festivitat de Nostra Senyora de Ribera. Patrona del poble. La nit anterior té lloc la baixada de les Falles.
- Primer cap de setmana de juliol - Diada dels Raiers. Festa catalogada com a Festa Tradicional d'Interès Nacional, en què es recorda l'antic ofici de raier. Organitzada per l'Associació Cultural dels Raiers de la Noguera Pallaresa.

- Quart cap de setmana de juliol - Festa Major d'estiu.
- Últim cap de setmana de juliol o primer d'agost - Festa de la Raval
- Segon cap de setmana d'agost - Festa del Carrer d'Oran

Aquestes dues festes són l'últim que queda de les festes que organitzaven fins fa pocs anys, altres carrers de la Pobla, com les Cases del Pont o el Barri de l'Estació.
- 31 d'octubre i 1 de novembre - Castanyada. Organitzada per l'Agrupament Escolta de la Pobla (EPS).

- 6 i 7 de desembre - Firaski. Certamen organitzat pel Club Esportiu Pobla de Segur (CEPS). És un mercat de material d'esquí de segona mà, botigues, estacions d'esquí, empreses d'aventura, jocs i sorteig final amb molts premis.

### Cançons, danses i costums
La Pobla de Segur va ser un bon lloc per als nostres folkloristes, que hi trobaren un bon repertori de cançons i danses, així com de diferents costums i celebracions al llarg de l'any. En fa un bon resum Joan Bellmunt, a l'obra citada a la bibliografia, així com Joan Amades, d'on treu la documentació Bellmunt, en els seus treballs de recerca etnogràfica.
Són diverses les cançons recollides a la Pobla, com Una noia sarauista o La cançó de les noies, que fa així:
| «                             | Noies maques de Rialb, les de Gerri no ho són tant, les de Sort, les rovellades, i a la Pobla, la flor del ram. A la Pobla venen l'oli, a Gerri, la sal, a Sort, lo vinagre, i a Rialb pàrien l'enciam. | » |
| — Popular, Cançó de les noies | |   |

De les moltes tradicions recollides per Bellmunt (op. cit.), moltes de les quals són recollides a la Pobla de Segur, però són del tot generalitzables a la major part de poblacions catalanes (Setmena Santa, Caramelles, Carnestoltes, aplecs, etcètera), cal destacar les que presenten alguns caràcters propis de la vila de la Pobla de Segur. Una d'elles és el Carnestoltes, amb una ranxada popular a la plaça de la Pedrera on tothom menjava directament de la caldera on es condimentava l'àpat, i una mascarada que Joan Amades reprodueix, amb dibuixos i partitures: es representava una paròdia d'un casament, on els contraents i els convidats eren ocells. Es representava el casament de la mallerenga i el pinsà, i el seguici era integrat exclusivament per nens amb les màscares d'ocells.
Una altra celebració pròpia de la Pobla de Segur és una cursa de cintes: es penjaven unes cintes brodades per les noies fadrines unides a una anella, i els nois, muntats a cavall, havien de ser prou hàbils per despenjar-les amb un pal a manera de llança, amb el qual havien d'encertar l'anella i fer caure la cinta. Se solia celebrar per sant Antoni, patró dels animals.

### La llegenda de la Mare de Déu de Ribera
Tot i que la documentació trobada en diversos arxius, entre ells el del Duc de Medinaceli, a Sevilla, la desmenteix plenament, una llegenda pretén explicar el perquè de l'advocació de la parròquia de la Pobla de Segur.
La llegenda conta que una imatge de la Mare de Déu fou trobada, a l'edat mitjana, a prop del Mas de Llorenç i Torres; aquesta troballa motivà que els poblatans d'aleshores entenguessin un missatge: la Mare de Déu els demanava que traslladessin el seu poble, enlairat al Pui de Segú, o Segur, cap a la plana, a la ribera del Flamisell, on hi havia el mas on fou trobada la imatge. I així nasqué la Pobla de Segur.

## Activitat econòmica
Com tot el Pallars Jussà, la Pobla de Segur basava antigament tota la seva activitat econòmica en el sector primari, amb una certa presència de comerç a causa del lloc estratègic que ocupa la vila. És el que diuen els informants sobre la Pobla de Segur antiga (Francisco de Zamora, Pascual Madoz, etc.).
En l'actualitat, però, el canvi és notable. L'any 1975 només el 8,4% de la població es dedicava encara a l'agricultura, i explotava el 17% de la superfície del municipi (unes 565 ha., les conreades). Els farratges ocupaven 124 ha. i els prats, 125. Les oliveres s'estenien per 105 ha., i el blat es collia en 90. Els boscos ocupaven 300 ha. de pins, fruit d'una repoblació dels anys 1937 i 1938, que no va resultar afectada pels combats de la guerra civil.
Al sector del Flamisell, que va resultar molt afectat per les riuades de novembre del 1982, hi ha una alternança d'hortes i granges de porcs, que el 1975 aconseguia 440 truges i 1.900 porcs d'engreix. De bestiar oví, eren uns 700 caps, els existents.
La indústria s'ha desenvolupat molt, dels anys setanta del segle XX ençà. El 1975 hi havia una serradora, una fàbrica de formatges, una indústria tèxtil de confecció, organitzada com a cooperativa, una de metal·lúrgica, una fàbrica de licors i una indústria de transformació elèctrica.
Aquest sector s'ha desenvolupat força, fins al punt d'anar-se formant, en el sector de l'estació de la Pobla de Segur, una zona industrial i de serveis d'una considerable extensió.

## Serveis turístics
La Pobla de Segur disposa de molts serveis en l'àmbit turístic i una oficina de turisme a l'edifici de l'antiga estació de ferrocarril. Pel que fa a l'allotjament, l'oferta és ampla i variada: un càmping (el Collegats, a km. al nord-est de la vila, camí del Congost de Collegats, un hotel (el Solé), una fonda (la Facèrcia, al centre de la Pobla de Segur), i quatre apartaments (Martí, Solé i Parrau, al centre de la vila i Ciutat de Vacances a l'extrem sud-est de la vila, prop de la confluència dels dos rius de la Pobla de Segur).
Pel que fa a restaurants, s'hi troben els anomenats Restaurant-pizzeria la Riba, Solé, el Raier, el Boavi, el Gemma, el Fa uns anys, la Cuineta i setze bars, repartits entre el centre de la vila i la zona de l'estació de ferrocarril, a l'extrem meridional del nucli urbà.

## Comunicacions
El terme de la Pobla de Segur és creuat, bàsicament, per tres carreteres, que marquen una mena de i grega que hi entra pel sud i en surt pel nord-est i pel nord-oest. A part, una altra carretera corre en part paral·lela a una d'elles, com quedarà descrit tot seguit.
D'una banda, hi ha la carretera C-13 (Lleida - Esterri d'Àneu), que, procedent de Tremp, Talarn i Salàs de Pallars entre en el terme pobletà just en el seu extrem meridional, a llevant del poble de Sant Joan de Vinyafrescal. Arriba a la vila de la Pobla de Segur molt a prop de la junció d'aigües del Flamisell i la Noguera Pallaresa, travessa la vila de sud a nord, i en surt cap al nord-est, seguint de forma paral·lela la Noguera Pallaresa fins a sortir del terme per Collegats, en direcció a Sort i Esterri d'Àneu.
En segon lloc, travessa el terme de nord-est a nord-oest, passant pel centre, la carretera N-260 (Coll dels Balitres, a Portbou - Sabiñánigo), que comparteix tracat, entre Sort i la Pobla de Segur amb l'anterior. Ara bé, un cop a la Pobla de Segur, aquesta carretera travessa del tot el nucli urbà, i quan arriba a l'extrem sud de la vila, un cop travessat el Flamisell, segueix la riba dreta d'aquest riu, aigües amunt, per adreçar-se a Senterada i el Pont de Suert. Amb aquestes dues carreteres queda formada la Y que s'apuntava al començament.
De la vila cap al nord-oest, per la riba esquerra del Flamisell, hi ha una altra carretera, la L-522 (La Pobla de Segur - N-260, al Congost d'Erinyà, a Conca de Dalt). És una carretera curta, de km, que corre paral·lela a la N-260 i al riu Flamisell fins que, al capdamunt del seu recorregut, travessa el riu i va a abocar-se en la N-260 just al començament meridional del Congost d'Erinyà.
No hi ha cap més carretera, oficialment, en el terme. Ara bé, caldria esmentar algunes de les pistes, asfaltades i en bon estat, que, sense tenir la consideració -i la numeració corresponent- de carreteres, ho són, en realitat. A l'extrem sud, trobem la pista, curta, que de la C-13 puja al poble de Sant Joan de Vinyafrescal. Una mica més al nord, una altra pista enllaça la zona industrial i de serveis amb l'antic poble de Puimanyons. Al nord-est del terme, del quilòmetre de la N-260, surt cap al nord-oest la pista que duu a Gramuntill. Finalment, a l'extrem nord del terme hi ha la pista que des de Montcortès de Pallars i Peracalç penetra en el terme de la Pobla de Segur per tal d'arribar al poble de Montsor.
La Pobla de Segur també té estació de tren. És la terminal nord de la línia de Lleida a la Pobla de Segur, antigament de Renfe i actualment gestionada per la Generalitat, a través dels FGC (Ferrocarrils de la Generalitat de Catalunya). Tres trens diaris en cada direcció enllacen la Pobla de Segur amb Tremp, Balaguer i Lleida, entre altres estacions.
De serveis d'autobusos, n'hi ha dos de bàsics: el que ve de Barcelona per Artesa de Segre i Isona, i el que ve del sud, sempre per la C-13. Tots dos ajunten el seu traçat a Tremp. El primer se subdivideix en dues línies: la de Barcelona a la Pobla de Segur, i la de Barcelona ath Pònt de Rei.
En el primer cas, hi ha tres serveis diaris que tenen el seu final a la Pobla de Segur i tres més que en marxen cap a Barcelona, ara bé només un en cada direcció para a tots els pobles dels termes pels quals passa: Salàs de Pallars, Embrancament de Talarn, Tremp, Vilamitjana, Embrancament de Suterranya, Figuerola d'Orcau, Conques, Isona, Biscarri i Benavent de la Conca, per citar només els de la comarca. En direcció a Barcelona, dos circulen al matí i un a la tarda; en direcció contrària, tots tres són a la tarda.
En la ruta de Barcelona a eth Pònt de Rei, hi ha dos serveis en cada direcció. Cap a la Vall d'Aran tots dos són al matí (un d'ells es queda a Esterri d'Àneu), amb poca estona de diferència. Cap a Barcelona,tots dos (un té l'origen, també, a Esterri d'Àneu) són a la tarda, amb 40 minuts de diferència entre els dos.
Per la carretera C-13 també circula la línia de transport públic ordinari de Lleida a Esterri d'Àneu, que ofereix, al seu pas per la Pobla de Segur un sol servei en direcció a Lleida, que passa a un quart de 6 del matí per la vila, i un altre a la inversa, que passa poc després de les 6 de la tarda.

## Temes relacionats
- Comtat de Pallars Jussà
- Comtat de Pallars Sobirà
- Comtat de Ribagorça